# Roodslag
Het Roodslag is een natuurgebied in de gemeente Beuningen in de Nederlandse provincie Gelderland. Het is een jong hardhoutooibos, gelegen op de zuidelijke oeverwal van de Waal. Het is eigendom van Staatsbosbeheer.

## Beschrijving
Het kleine bos (11 ha) is in 1972 aangelegd als natuurcompensatie voor de in de buurt tijdens de ruilverkaveling gekapte houtopstanden. In het bosje komt vooral es, Spaanse aak en zomereik voor en het is verder nog weinig soortenrijk.
Het ruilverkavelingsbos staat op poldervaaggrond, een grondsoort die nog geen stabiele bosbodem heeft gevormd. Naarmate de bodemvorming verder doorzet, zal het bos zich tot een soortenrijk hardhoutooibos ontwikkelen. In 2018 is het bos door Staatsbosbeheer fors uitgedund. Daarbij zijn vooral essen en zomereiken gerooid.

## Flora en fauna
In het bos groeit naast es en zomereik ook plaatselijk gewone esdoorn, grauwe wilg en zwarte els.
Door de voedselrijke omstandigheden en diepe schaduw is er veel ondergroei van zomereik, Spaanse aak, zwarte els, grauwe wilg met gewone vlier, meidoorn, hondsroos, hazelaar en sleedoorn.
In het Roodslag wordt verder aangetroffen: geel nagelkruid, gevlekte dovenetel, daslook, gewone vogelmelk, gevlekte aronskelk, speenkruid, penningkruid, wilde peen, kraailook en dagkoekoeksbloem. In de zoom groeit er de vrij zeldzame bochtige klaver.
Door het gebied loopt een deels droogstaande watergang en in het midden ligt een ruigte waar ridderzuring en enkele algemene grassoorten groeien.

## Ligging
Het Roodslag ligt in het oeverwalgebied ten noorden van Beuningen aan het eind van de Kloosterstraat. In de omgeving liggen fruitboomgaarden en weilanden met weinig bebouwing. Het gebied is toegankelijk via de Kloosterstraat en via de Waaldijk. Een kilometer westelijker ligt Slot Doddendael.
Het bos wordt veel door scholen en het nabijgelegen natuureducatiecentrum gebruikt voor excursies.

## Etymologie
De naam van het bos verwijst naar de rode, ijzerhoudende bodem waardoor de stammen van sommige bomen een roestbruine kleur krijgen.

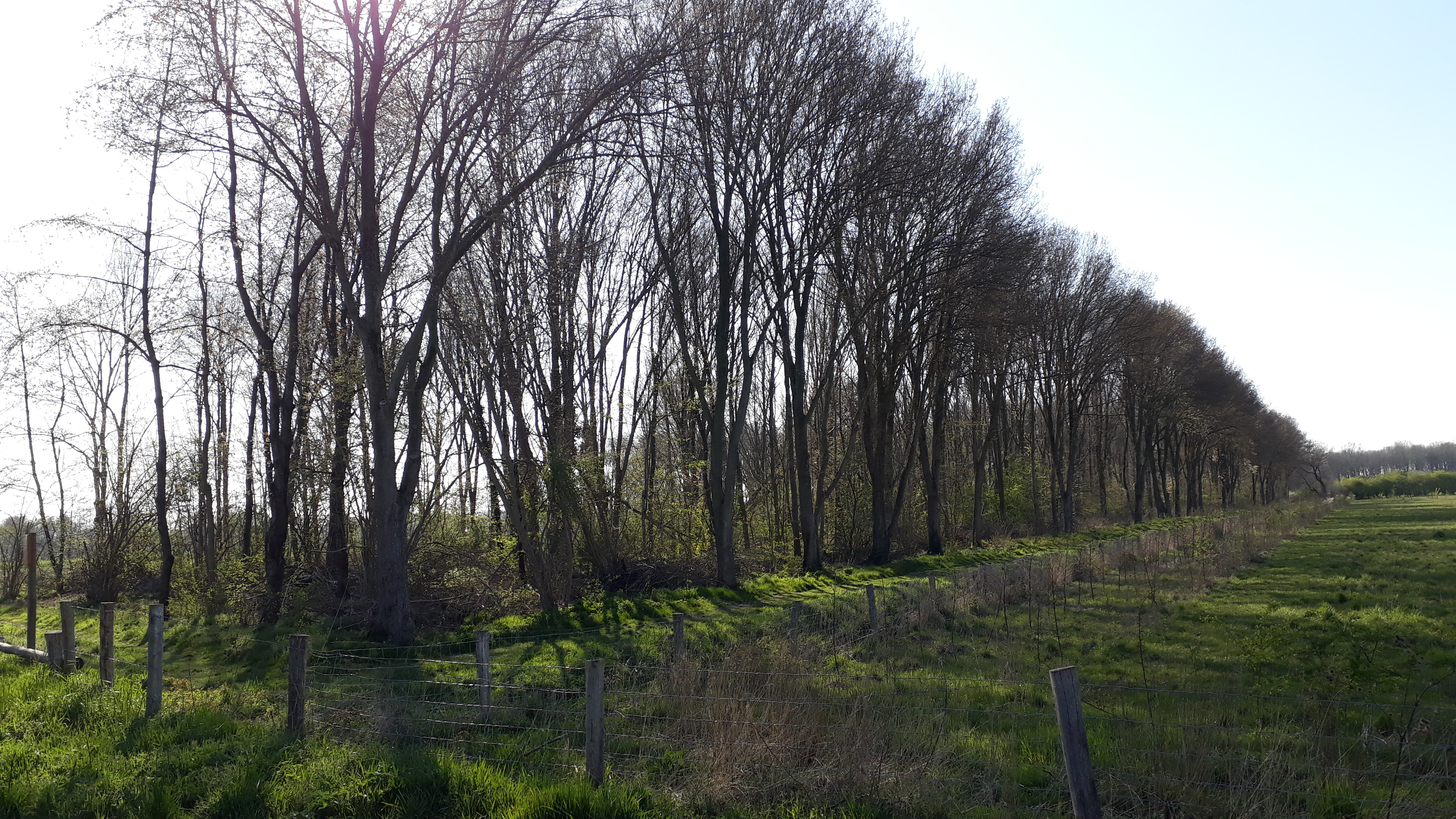
Oostelijke toegang aan de Kloosterstraat
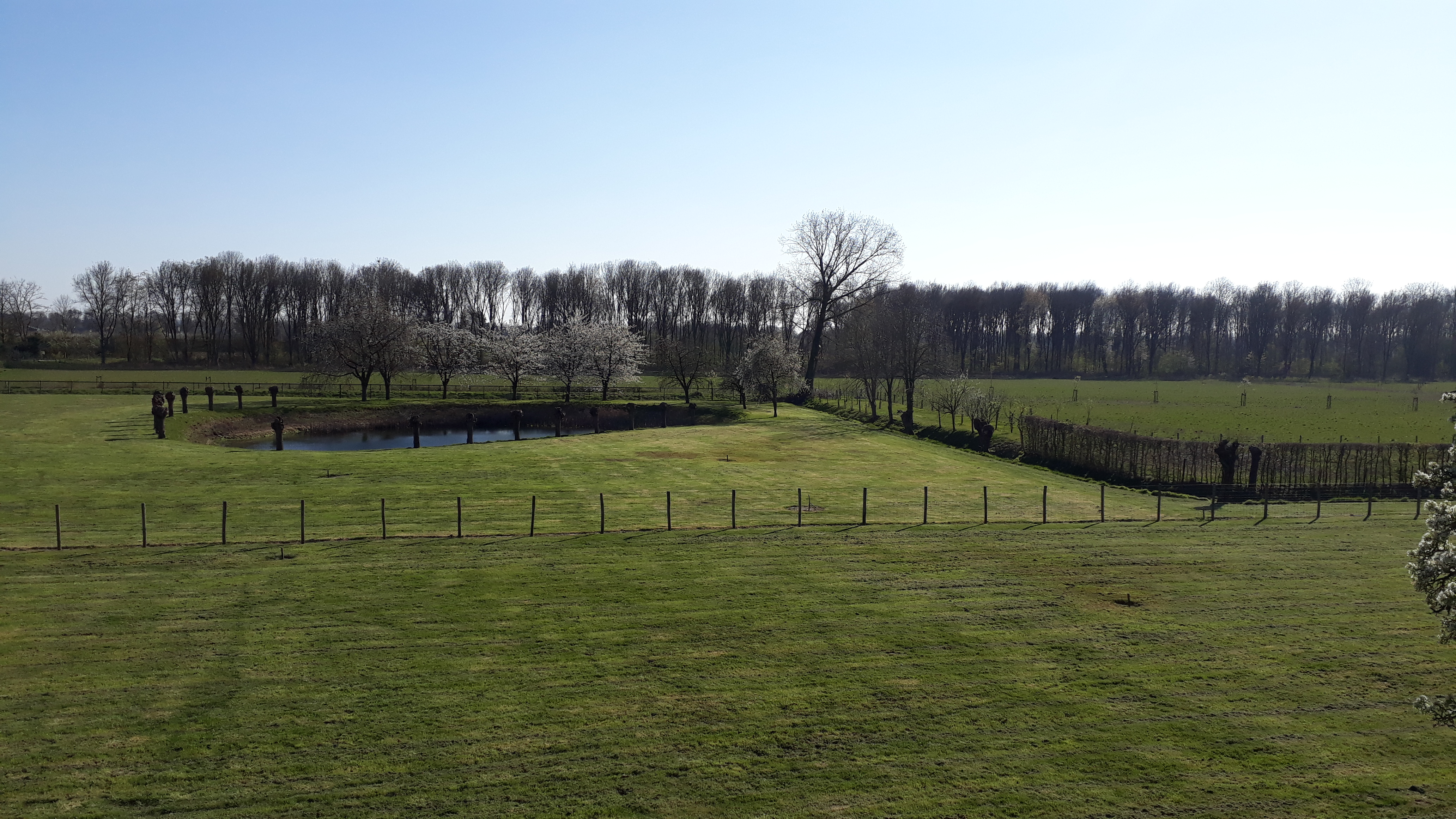
Gezien vanuit het noorden vanaf de Waalbandijk
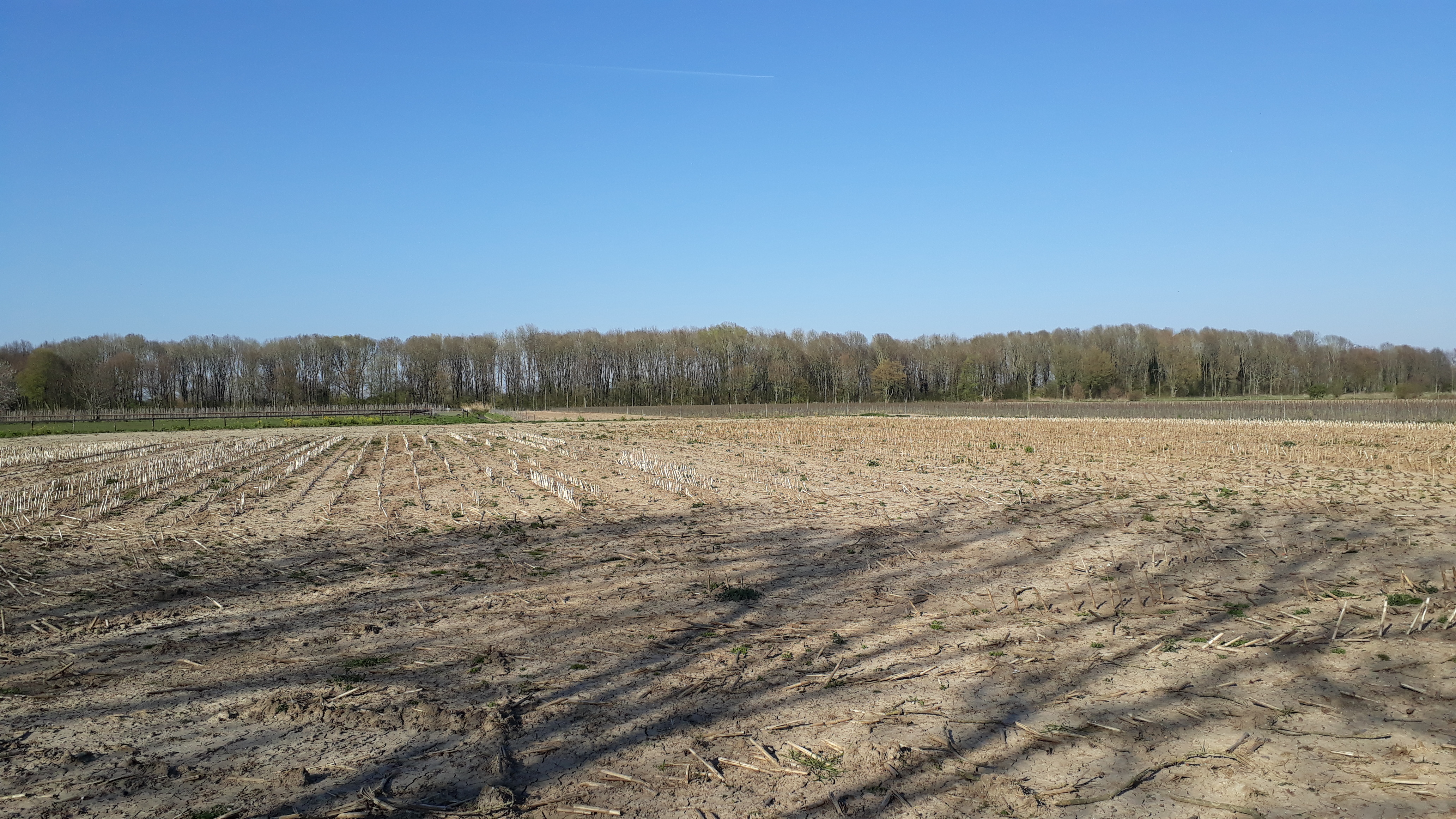
Gezicht vanuit het zuiden